# Stenalcidia sincera
Stenalcidia sincera är en fjärilsart som beskrevs av William Schaus 1901. Stenalcidia sincera ingår i släktet Stenalcidia och familjen mätare. Inga underarter finns listade i Catalogue of Life.